# Палмер-Лейкс (Колорадо)
Палмер-Лейкс (англ. Palmer Lake) — місто (англ. town) в США, в окрузі Ель-Пасо штату Колорадо. Населення — 2636 осіб (2020).

## Географія
Палмер-Лейкс розташований за координатами 39°6′48″ пн. ш. 104°53′59″ зх. д. / 39.11333° пн. ш. 104.89972° зх. д. (39.113465, -104.899806).  За даними Бюро перепису населення США в 2010 році місто мало площу 8,06 км², з яких 8,00 км² — суходіл та 0,06 км² — водойми.

## Демографія
Згідно з переписом 2010 року, у місті мешкало 2420 осіб у 955 домогосподарствах у складі 690 родин. Густота населення становила 300 осіб/км².  Було 1079 помешкань (134/км²).
Расовий склад населення:
| - 92,3 % — білих - 0,7 % — азіатів - 0,6 % — чорних або афроамериканців - 0,5 % — корінних американців - 0,1 % — вихідців з тихоокеанських островів - 2,2 % — осіб інших рас |

До двох чи більше рас належало 3,7 %. Частка іспаномовних становила 7,0 % від усіх жителів.
За віковим діапазоном населення розподілялося таким чином: 24,1 % — особи молодші 18 років, 66,6 % — особи у віці 18—64 років, 9,3 % — особи у віці 65 років та старші. Медіана віку мешканця становила 41,6 року. На 100 осіб жіночої статі у місті припадало 100,2 чоловіків;  на 100 жінок у віці від 18 років та старших — 93,4 чоловіків також старших 18 років.
Середній дохід на одне домашнє господарство  становив 71 882 долари США (медіана — 58 621), а середній дохід на одну сім'ю — 87 415 доларів (медіана — 73 088). Медіана доходів становила 50 691 долар для чоловіків та 35 844 долари для жінок. За межею бідності перебувало 14,3 % осіб, у тому числі 23,0 % дітей у віці до 18 років та 15,9 % осіб у віці 65 років та старших.
Цивільне працевлаштоване населення становило 1242 особи. Основні галузі зайнятості: освіта, охорона здоров'я та соціальна допомога — 20,8 %, науковці, спеціалісти, менеджери — 14,5 %, роздрібна торгівля — 10,5 %, мистецтво, розваги та відпочинок — 10,1 %.